# Above the Law (film)
Above the Law (alternatieve titel: Nico) is een Amerikaanse actie-/misdaadfilm uit 1988 van regisseur Andrew Davis. Acteur Steven Seagal speelt in de film de rol van Nico, een agent bij de zedenpolitie in Chicago.

## Verhaal
Ex-CIA-agent Nico onderzoekt een drugsdeal. Het blijkt echter om het explosieve C-4 te gaan. Dat de CIA connecties met de drugsdealers heeft en Nico zijn leven en dat van zijn gezin op het spel zet deert hem niet.

## Rolverdeling
| Acteur                | Personage               |
| --------------------- | ----------------------- |
| Steven Seagal         | Nicolo "Nico" Toscani   |
| Pam Grier             | Delores "Jacks" Jackson |
| Henry Silva           | Kurt Zagon              |
| Ron Dean              | Lukich                  |
| Sharon Stone          | Sara Toscani            |
| Gene Barge            | Henderson               |
| Chelcie Ross          | Nelson Fox              |
| Ronnie Barron         | barman                  |
| Nicholas Kusenko      | Neeley                  |
| Gregory Alan Williams | Halloran                |
| Jack Wallace          | Branca                  |
| Joseph Kosala         | Fred Strozah            |
| Thalmus Rasulala      | Crowder                 |
| Joe Greco             | Joseph Gennaro          |
| Henry Godinez         | Tomasino                |
| John C. Reilly        |                         |